# Oudkerk (dorp)
Oudkerk (officieel, Fries: Aldtsjerk, [’ɔ:tsjɛrk]) is een dorp in de gemeente Tietjerksteradeel, in de Nederlandse provincie Friesland.
Het ligt langs de doorgaande weg tussen Leeuwarden en Dokkum. In 2023 telde het dorp 665 inwoners. Onder het dorp valt ook de buurtschap Zevenhuizen.
Oudkerk is het noordelijkste dorp van de streek Trijnwouden. Het ligt op zandgrond, in het oudere deel van Friesland. De Oudkerkstervaart loopt in noordwestelijke richting naar Bartlehiem. Ten zuidwesten van het dorp ligt het Oudkerkermeer. Iets ten westen daarvan staat De Oudkerkermolen, een poldermolen die uit 1864 dateert. Nabij Oudkerk bevindt zich de stins De Klinze.

## Geschiedenis
De plaats werd in 1421 vermeld als to Aldakerka, in 1486-1487 als to auldatzercka en in 1579 als Altzierck. De plaatsnaam wijst op de oudere kerk die er stond, Alda is Oudfries voor oude.

## Pauluskerk
De romaanse Pauluskerk dateert uit het midden van de twaalfde eeuw en is in de loop van de eeuwen meerdere malen verbouwd. De bakstenen toren dateert uit het begin van de dertiende eeuw en is met tufsteen bekleed. Het protestantse interieur dateert uit de tijd na de reformatie. Opvallend is de 'herenbank' van de familie Sminia.

## Geboren in Oudkerk
- Johan Bothenius Lohman (1887-1977), burgemeester
- Ernst Langhout (1956-2024), zanger-gitarist

## Naamdragers
Verschillende personen dragen de achternaam Oudkerk, zoals de Amsterdamse politicus en huisarts Rob Oudkerk, de wielrenner Jaap Oudkerk, de Nederlandse dominee en schrijver Scipio Oudkerk en kunstenares Marie Louise Oudkerk.

## Trivia
Zodra er ijs ligt, is het elk jaar weer een wedstrijd welke waaghals het eerst van Leeuwarden naar Oudkerk rijdt. Traditiegetrouw mag de winnaar zijn naam in de zolderbalk van het café in Oudkerk griffen.